# Chiesa di Santa Giustina (Baone)
La chiesa di Santa Giustina Vergine e Martire è la parrocchiale di Calaone, frazione di Baone, in provincia e diocesi di Padova; fa parte del vicariato di Este.

## Storia
La prima citazione di una chiesa a Calaone, filiale della pieve d'Este, risale al XII secolo. Dalla relazione della visita pastorale del 1449 si apprende che la chiesa era dedicata non solo a Santa Giustina, ma anche a Sant'Urbano; questo doppio titolo, però, è attestato solo in questa occasione. L'attuale parrocchiale venne edificata nel 1732 e restaurata intorno al 1937.

## Interno
Opere d'arte poste all'interno della chiesa sono una statua quattrocentesca di Santa Giustina posta in controfacciata e una pala raffigurante l'Adorazione de' Magi, dipinta nel 1720 da Antonio Zanchi.